# Gare de Labège-La Cadène
Pour les articles homonymes, voir Gare de Labège.
Cet article concerne la future gare SNCF. Pour la future station du métro de Toulouse, voir Labège Gare (métro de Toulouse).
La gare de Labège-La Cadène est une future gare ferroviaire française de la ligne de Bordeaux-Saint-Jean à Sète-Ville, située sur le territoire de la commune de Labège, dans le département de la Haute-Garonne, en région Occitanie. Elle sera ouverte en 2028 en correspondance avec la future ligne C du métro de Toulouse du métro de Toulouse.
Ce sera une halte ferroviaire de la Société nationale des chemins de fer français (SNCF), desservie par des trains TER Occitanie.

## Situation ferroviaire
La gare de Labège-La Cadène est située sur la ligne de Bordeaux-Saint-Jean à Sète-Ville, entre les gares de Labège-Innopole et de Labège-Village.

## Service des voyageurs

### Desserte
La gare sera desservie par les trains TER Occitanie dont une portion de cette ligne est quelquefois dénommée ligne F, pour les transports urbains.

### Intermodalité
Elle sera intégrée dans un nouveau pôle multimodal à La Cadène, en correspondance avec plusieurs lignes de bus du réseau Tisséo mais en particulier le terminus de la Ligne C du métro toulousain.

## Galerie

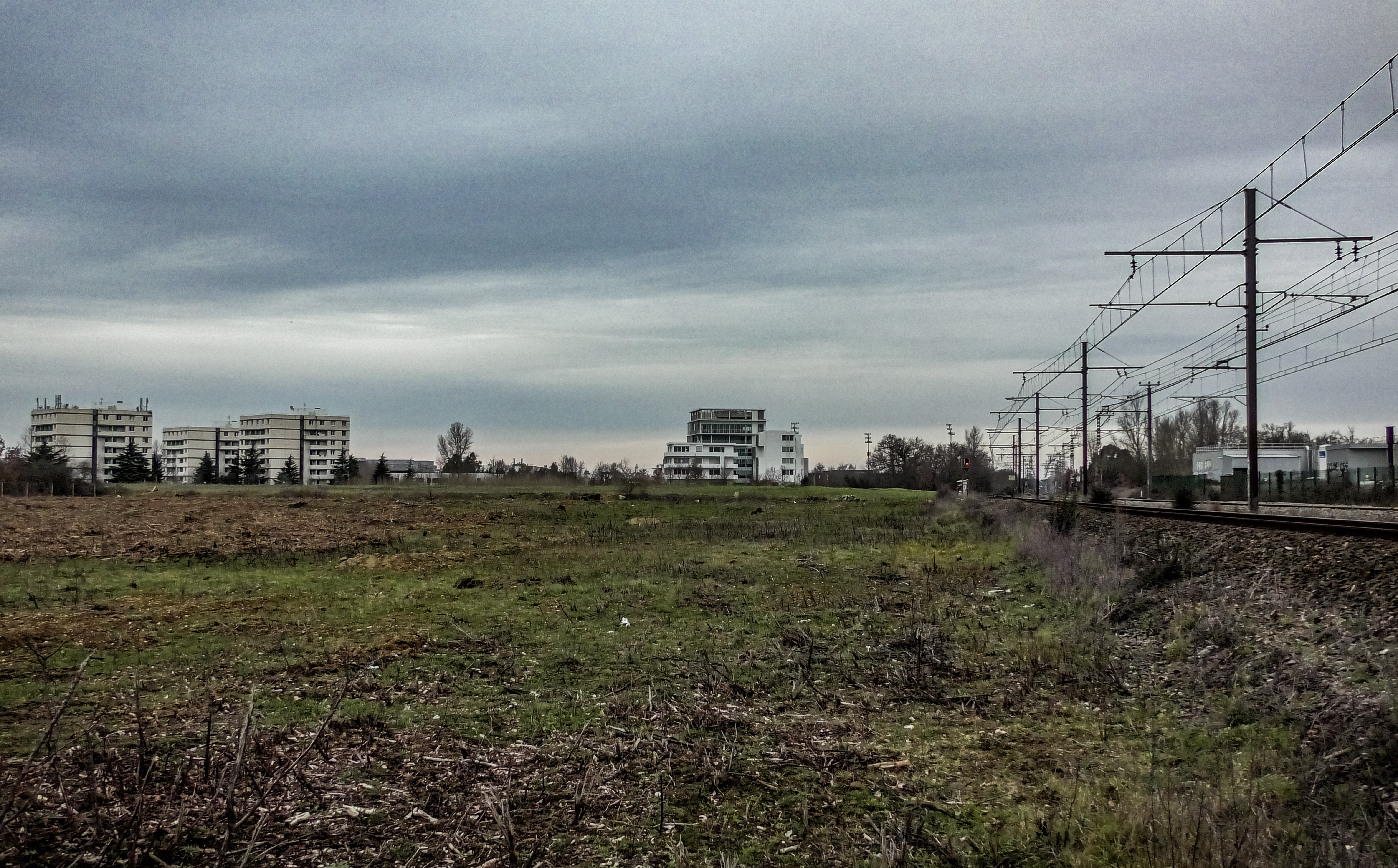
L'emplacement de la future station de métro, qui sera en correspondance avec la gare.
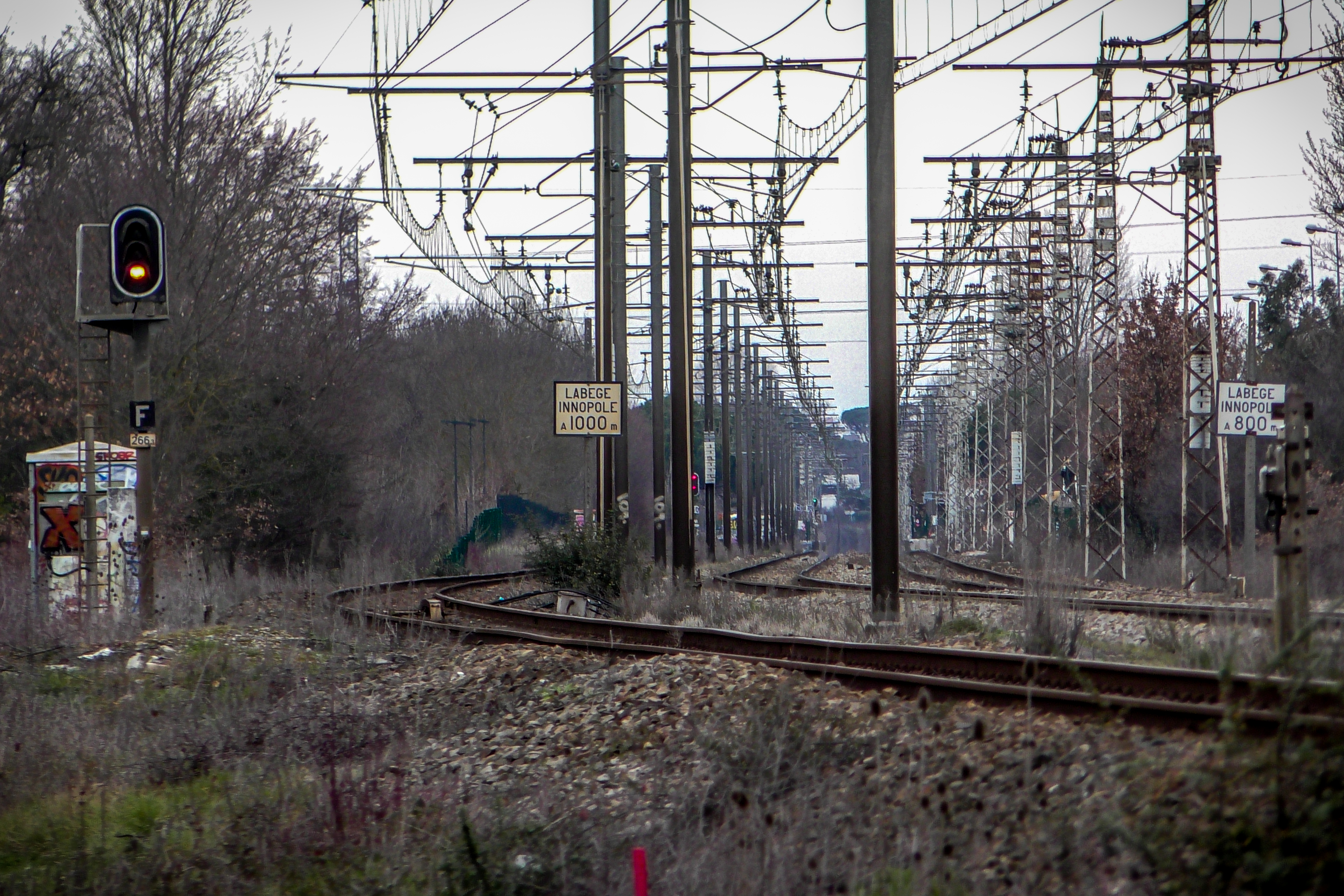
La gare sera située à environ 1 km de celle déjà existante de Labège-Innopole.